# Северни Сулавеси
Северни Сулавеси (инд. Sulawesi Utara), једна је од 34 провинције Индонезије. Провинција се налази на острву Сулавеси у источном делу Индонезије. Покрива укупну површину од 13.852 км² и има 2.270.596 становника (2010). 
Већинско становништво су Минахасци, који су већином протестанти (64%). Главни и највећи град је Манадо.

## Демографија
| 1971.     | 1980.     | 1990.     | 1995.     | 2000.     | 2010.     |
| --------- | --------- | --------- | --------- | --------- | --------- |
| 1.718.543 | 2.115.384 | 2.478.119 | 2.649.093 | 2.000.872 | 2.270.596 |

## Галерија
- Поштанска марка са амблемом Северног Сулавесија